# Молинос де Дуеро
Молинос де Дуеро (на испански: Molinos de Duero) е община, разположена в провинция Сория, автономна област Кастилия и Леон, Испания. Според преброяването от 2004 г. (Национален институт по статистика на Испания) общината има население от 185 жители.